# Ioan Bordaș
Ioan Bordaș (n. 1871, Leș, județul Bihor – d. secolul XX) a fost un deputat în Marea Adunare Națională de la Alba Iulia, organismul legislativ reprezentativ al „tuturor românilor din Transilvania, Banat și Țara Ungurească”, cel care a adoptat hotărârea privind Unirea Transilvaniei cu România, la 1 decembrie 1918.:p.101

## Biografie
Ioan Bordaș, s-a născut în 1871 în satul Leș, județul.Bihor.:p.101

## Activitatea politică

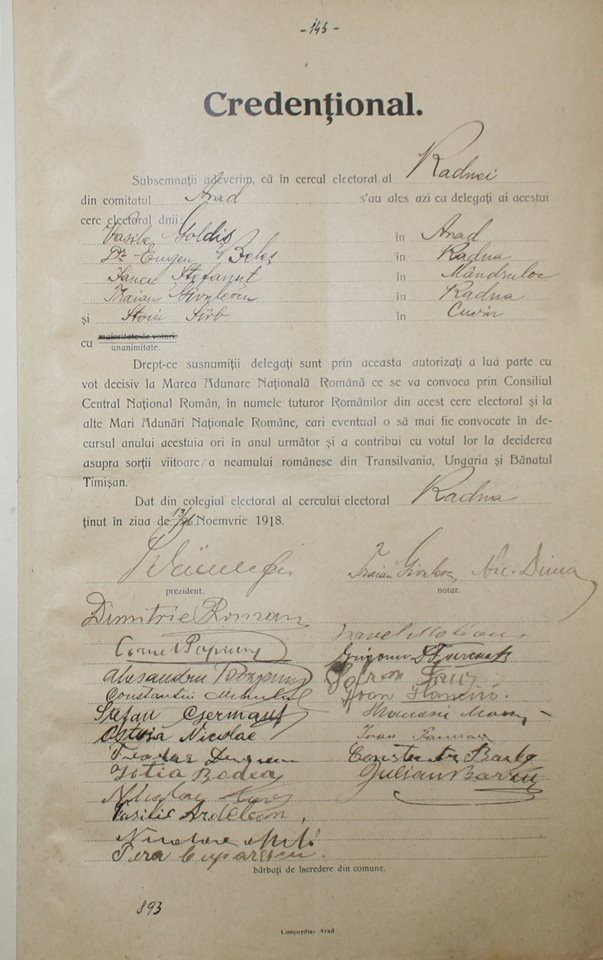
Credențional

A fost ales delegat al Cercului Biharia la Marea Adunare Națională de la Alba-Iulia, unde a votat unirea Ardealului cu România, la 1 decembrie 1918.:p.101